# Sztuka płakania
Sztuka płakania (duń. Kunsten at græde i kor) – duński dramat psychologiczny z 2006 roku w reżyserii Petera Schønaua Foga, zrealizowany na podstawie powieści Erlinga Jepsena pod tym samym tytułem.

## Fabuła
Film przedstawia wycinek niełatwego życia jedenastoletniego Allana. Jego rodzice prowadzą mały sklepik mleczarski na duńskiej prowincji w południowej Jutlandii. Ojciec popada jednak w problemy psychiczne, przestaje się zajmować interesem i traci motywację do życia, użalając się nad sobą. Grozi także próbami samobójczymi. Matka reaguje ucieczką w środki nasenne. Czternastoletnia siostra poszukuje normalności poza domem. Allan, izolowany od otoczenia, nie orientuje się, jak wygląda życie w innych domach, ale działając na ślepo stara się uszczęśliwić ojca, poprzez stosowanie niekonwencjonalnych moralnie rozwiązań. Działa intuicyjnie, nie zna jeszcze granicy między dobrem a złem. Pomaga prowadzić mleczny interes w czasie dnia, a w nocy pociesza ojca, stręcząc mu swoją nieletnią siostrę. Z czasem Allan odkrywa, że wyjątkową radość ojciec czerpie z akceptacji podczas wygłaszania doskonałych mów pogrzebowych. W związku z tym zaczyna dbać o odpowiednią liczbę pogrzebów w miasteczku.

## Nagrody
- duński kandydat do Oscara (2008)
- najlepszy film, najlepszy scenariusz oryginalny, najlepszy reżyser, najlepsze zdjęcia – Robert Festival (2008)
- najlepszy aktor (2x), najlepsza aktorka drugoplanowa – Nagroda Bodil (2008)
- najlepszy scenariusz – Warszawski Międzynarodowy Festiwal Filmowy (2007)
- nagroda filmowa Nordic Council (2007)
- nagroda FIPRESCI na Festiwalu Kina Europejskiego w Lecce oraz na MFF w Stambule (2007)
- najlepsza aktorka – MFF w Bratysławie (2007).